# Almbuch
Das Almbuch (bairisch-österreichisch), Alpbuch oder Seybuch (alemannisch) ist das Anteilsbuch von Genossenschaftsalmen (Alpgenossenschaften, Genossenschaftsalpen, Korporationsalpen).

## Geschichte
Im Almbuch sind die wichtigsten Rechte und Pflichten der Genossenschafter bzw. der Teilrechte (beispielsweise Kuhrechte) vermerkt. Almgenossenschaften entstanden in der Vergangenheit aufgrund herrschaftlicher/behördlicher Anordnung oder rechtsgeschäftlicher Vereinbarung (Einung).
Das Bestehen eines Almbuches auf den der Almgenossenschaft gehörenden Grundstücken muss je nach Land im Grundbuch oder einem anderen öffentlichen Register vermerkt werden. Das Almbuch gilt als Bestandteil des Grundbuches und Eintragungen besitzen bezüglich der Weiderechte die gleichen Auswirkungen wie die Eintragungen im Grundbuch.

## Inhalte
Das Almbuch kann, neben den Anteilsrechten an den Almen, beispielsweise auch enthalten:
- die Ausmaße der Liegenschaften der Almen,
- die Statuten der Genossenschaft,
- ein Personenregister (Register der Genossenschafter und der Anwartschaftsberechtigten),
- weitere Rechte und Pflichten der Alm-Genossenschafter,
- bestimmte dingliche Rechte (z. B. Dienstbarkeiten)

## Bedeutung
Almbücher finden sich vor allem in Liechtenstein, Österreich und der Schweiz. Lediglich in Liechtenstein ist das Alpbuch (Almbuch) im Sachenrecht (SR) selbst geregelt (Art 158 bis 170 SR). In Österreich und der Schweiz finden sich die Bestimmungen in den unterschiedlichsten Gesetzen und Verordnungen. Almbücher sind, wegen der darin geregelten, jahrhundertealten und nachweisbaren Rechte und Rechtsinstitute für den Rechtshistoriker von besonderer Bedeutung.